# Белевичи (Сморгонский район)
Бе́левичи (бел. Бе́левічы) — деревня в Сморгонском районе Гродненской области Белоруссии.
Входит в состав Коренёвского сельсовета.
Расположена в центральной части района на правобережьи реки Ратагол. Расстояние до районного центра Сморгонь по автодороге — 7,5 км, до центра сельсовета деревни Корени по прямой — чуть более 3,5 км. Ближайшие населённые пункты — Погорельщина, Смолярня, Яжги. Площадь занимаемой территории составляет 0,2410 км², протяжённость границ 3370 м.
Согласно переписи население Белевичей в 1999 году насчитывало 109 человек.
Название происходит от антропонима Белый (человек с белыми или седыми волосами), потомки которого основали поселение.
Автомобильной дорогой местного значения Н6447 деревня связана с дорогой Н6418 Корени — Белевичи — Осиновщизна. Также через деревню проходит автодорога местного значения Н7950 Белевичи — Заозерцы..